# Phoinix (Sohn des Agenor)

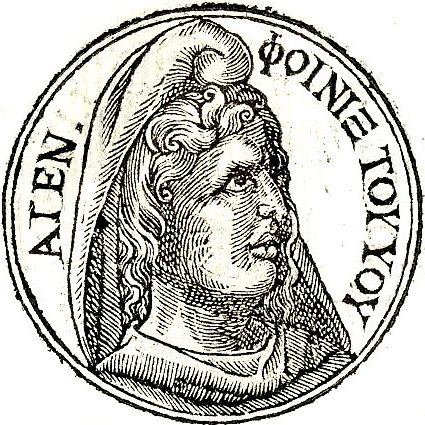
Phoinix, Sohn des Agenor. Aus: „Promptuarii Iconum Insigniorum“, 1553

Phoinix (altgriechisch Φοῖνιξ Phoínix) ist eine Gestalt der griechischen Mythologie.
Phoinix ist zumeist Sohn des Agenor, doch wird auch Belos als Vater genannt. Als Mutter werden die Belostochter Damno, Tyro und Argiope, die Tochter des Neilos überliefert. Phoinix war nach Homer und vielen anderen der Vater von Europa. Die Version scheint älter als jene zu sein, in der Agenor der Vater Europas ist. Als einer der fünf Söhne des Agenor war er in späteren Fassungen aber deren Bruder. Gemahlinnen des Phoinix waren je nach Überlieferung Kassiepeia, Telephe, Telephassa oder Parmide. An Kindern werden neben Europa Astypaleia und Karme, Phineus, Kilix, Doryklos, Peiros und Adonis genannt. 
Als Wohnort von Phoinix werden Tyros und Sidon überliefert, dem Land Phoinikien gab er den Namen.